# Jul i Nya Zeeland
Jul i Nya Zeeland präglas av att högtiden infaller under sommaren. I många städer förekommer en jultomteparad med dekorationer och orkestrar samt marscherande flickor, och evenemangen är ofta av kommersiell natur.
Många har en julgran hemma, och det har blivit allt populärare att tillaga julmaten med barbecue. Även efterrätter är populära. Julklappspaketen öppnas vanligtvis på juldagens morgon, före julmiddagen.